# Millsite Lake
Der Millsite Lake ist ein See im Flusssystem des Sankt-Lorenz-Stroms. Er liegt im Gebiet der Town Theresa im Jefferson County des US-Bundesstaats New York. 

## Nutzung
Für Angler ist der Millsite Lake, der unmittelbar südlich des Butterfield Lake liegt, sehr attraktiv, da in ihm eine recht große Vielfalt an Fischarten zu Hause ist, so zum Beispiel: Amerikanischer Seesaibling, Hecht, Forellenbarsch, Regenbogenforelle, Amerikanische Kleine Maräne, Blauer Sonnenbarsch, Amerikanischer Flussbarsch, Gelber Katzenwels, Atlantischer Lachs, welcher allerdings als „landlocked“ nicht in den Atlantischen Ozean wandert, Steinbarsch, Schwarzbarsch und Kürbiskernbarsch.
Außer an Stellen im Nordwesten, an der sich ein Parkplatz, Stege und einige Häuser befinden, ist das Seeufer bewaldet. Außerdem stehen noch einige Häuser im Südosten des Sees, wo von 1930 bis 1990 auf einem 178 Hektar großen Gebiet jährlich im Sommer das Tosey-Camp des YMCA Syracuse stattfand. Der Millsite Lake fließt nach Nordosten hin ab.